# خواجه مودود چشتی
خواجه مودود چشتی عارف قرن پنجم و قطب سلسلهٔ چشتیه بود.
خواجه مودود در رجب سنه ۴۳۳ ه‍.ق در چشت به دنیا آمد و در هفت سالگی قرآن را از حفظ بود و به سن ۱۶ سالگی به کمال علوم رسید و در این هنگام کتاب‌های منهاج العارفین و خلاصةالشریعه را تصنیف کرد. در ۲۹ سالگی ازجانب پدرش سید ناصرالدین ابویوسف چشتی، برسجاده خلافت و ارشاد نشست و به هدایت خلق مشغول گشت. در شام، فلسطین، عراق، عربستان، و بلخ و بخارا سیر نمود. به روایتی ۱۲ خلیفه دراطراف واکناف داشته‌است. مریدان زیادی از انس و جن داشت. در جمله‌ای چنین آمده‌است «و نقل است که اگر وی را طواف کعبه آرزو بودی از نظر مردمان غائب شدی و طواف نموده بازآمدی.»
درمورد سلسله چشتیه درهمین لوحه چنین نوشته شده‌است: «سلسلهٔ چشتیه در۳۱۴ هجری توسط خواجه شراف الدین ابواسحاق شامی، شایع و اساس گذاری شده‌است …» ولی دراین لوحه گفته نشده‌است در کجا و در کدام شهر و در ادامه چنین آمده‌است: «سلسلهٔ قادریه توسط حضرت شیخ عبدالقادرگیلانی، و سلسلهٔ سهروردیه توسط شیخ شهاب الدین سهروردی درسنه ۶۲۰ ه و سلسلهٔ نقشبندیه توسط شاه نقشبند درسنه حدود ۸۰۰ ه‍.ق پایه‌گذاری شده‌است.

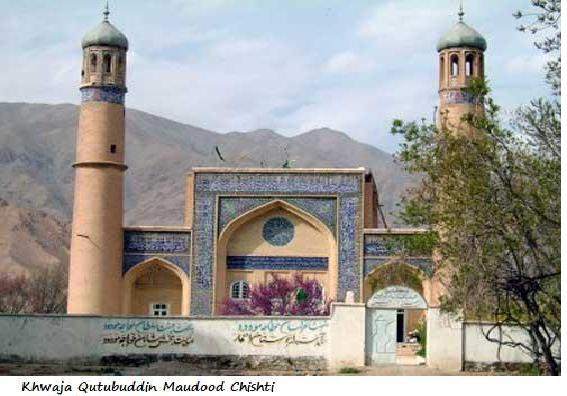

## زندگی
پس از یوسف چشتی، فرزند بزرگش، مودود، در ۲۴ یا ۲۶ سالگی بر سجاده قطبیت نشست. برخی از نزدیکان مودود، به سبب جوانی او، وی را شایسته جانشینی پدر ندانستند، بلکه عموی وی (خواجه علی چشتی) را، که در دهلی نزد سلطان غیاث‌الدین بَلبن بود، وارث سجاده دانستند، اما خواجه‌علی در نامه‌ای این مقام را به مودود سپرد. از جمله سوانح زندگی مودود، ملاقات او با شیخ احمد جام ملقب به ژنده‌پیل بود. چگونگی مواجهه این دو، با تفاوت‌هایی، نقل شده‌است. قطب‌الدین مودود در رجب ۵۲۷ وفات یافت و در چشت دفن شد.

## مریدان
وی مریدان بسیاری داشت که معروف‌ترین آنان عبارت‌اند از:
۱) فرزند و جانشین وی، احمد مودود چشتی، که پس از تشرف به حج مدتی در مدینه اقامت کرد. هنگام بازگشت، در بغداد به خانقاه شیخ شهاب‌الدین سهروردی، صاحب عوارف‌المعارف، رفت و مورد تکریم وی و همچنین خلیفه بغداد قرار گرفت. خواجه‌احمد در ۵۷۷ در چشت وفات یافت.
۲) حاجی‌شریف زَنْدَنی (متوفی ۶۱۲)، ملقب به نیرالدین. نقل است که او چهل سال در عزلت و در خرابه زیست و با برگ و میوه درختان سد جوع کرد. وی نزد سلطان سنجر محترم بود. خلافت چشتیه بعد از او به خواجه عثمان هارونی (متوفی ۶۱۸) رسید.
۳) شاه‌محمود سنجان (متوفی ۵۹۷)، ملقب به رکن‌الدین، که لقب شاه را از قطب‌الدین مودود گرفت. مزار او در قریه بایج، از توابع تربت حیدریه، است. وی شعر هم می‌سروده که بیشتر آن‌ها رباعی بوده‌است.
از دیگر مریدان قطب‌الدین چشتی این اشخاص بودند: پیر کبار چشتی اهل پیشاور؛ ابونصر شکیبان زاهد، از مشایخ سیستان؛ شیخ حسن تبتی؛ خواجه سبزپوش آذربایجانی و عثمان رومی، که خرقه بایزیدِ بسطامی به وی رسیده و ازاین‌رو پیر هر دو سلسله بوده‌است.
به قطب‌الدین چشتی دو اثر، یکی خلاصه الشریعه و دیگری منهاج‌العارفین، نسبت داده و گفته‌اند که کتاب اخیر را در پانزده سالگی دربارهٔ سیرت خواجگان چشتی نوشته‌است. از این دو کتاب نسخه‌ای به‌دست نیامده، فقط یک نسخه خطی به نام منهاج‌العارفین، از مؤلفی ناشناس، موجود است.

## شجره‌نامه خواجه مودود چشتی
- علی، بن ابی‌طالب

در روز جمعه سیزدهم رجب سال سی‌ام عام الفیل مطابق با ۵۹۹ میلادی (ده سال قبل از بعثت محمد) در مکه و بنا بر روایات در مسجد الحرام و داخل کعبه به دنیا آمد. کشته‌شدن شب جمعه ۲۱ ماه رمضان سال چهلم هجرت، بر اثر ضربتی که بر فرقش زدند درگذشت. او هنگام مرگ ۶۱ سال داشت.
- فاطمه زهرا، دختر محمد (پیامبر اسلام)
- امام حسین بن علی

تولّد ۳ یا ۵ شعبان سال چهارم پس از هجرت درگذشت ۱۰ محرم سال ۶۱ پس از هجرت
- امام علی زین العابدین بن حسین

تولّد ۵ شعبان سال ۳۸ پس از هجرت درگذشت ۲۵ محرم سال ۹۵ پس از هجرت
- امام محمد باقر بن علی

تولّد ۱ رجب سال ۵۷ پس از هجرت زادگاه مدینه مدفن قبرستان بقیع، مدینه
- امام جعفر صادق بن محمد

تولّد ۱۷ ربیع‌الاول سال ۸۳ پس از هجرت درگذشت ۲۵ شوال سال ۱۴۸ پس از هجرت زادگاه مدینه مدفن قبرستان بقیع، مدینه
- امام موسی کاظم

تولّد ۷ صفر سال ۱۲۸ پس از هجرت درگذشت ۲۵ رجب سال ۱۸۳ پس از هجرت زادگاه ابواء، عربستان مدفن کاظمین
- امام علی موسی رضابن موسی (امام هشتم شیعه)

تولّد ۱۱ ذی القعده سال ۱۴۸ پس از هجرت درگذشت ۳۰ صفر سال ۲۰۳ پس از هجرت زادگاه مدینه مدفن حرم امام رضا، مشهد
- امام محمدتقی بن علی (امام نهم شیعه)

تولّد ۱۰ رجب سال ۱۹۵ پس از هجرت درگذشت ۲۹ ذی القعده سال ۲۲۰ پس از هجرت زادگاه مدینه مدفن کاظمین
- امام علی نقی بن محمد (امام دهم شیعه) النقی،

تولّد ۱۵ ذی الحجه سال ۲۱۲ پس از هجرت درگذشت ۳ رجب سال ۲۵۴ پس از هجرت زادگاه مدینه
- امام حسن بن علی اصغر
- سید عبدالله علی‌اکبر تولّد ۲۳۸ هجری درگذشت ۲۹۲ هجری
- سید ابو محمد الحسین تولّد ---- هجری درگذشت ۳۵۲ هجری
- سید ابو جعفر ابراهیم تولّد ---- هجری درگذشت ۳۷۰ هجری
- سیدابو نصر محمد سمعان

سالتولّد نامعلوم - درگذشت ۳۹۸ هجری سیدابو نصر محمد سمعان فرزند سید ابوجعفرابراهیم بود سید خواجه ابو یوسف ناصرالدین فرزند سیدابو نصر محمد سمعان
- سید خواجه ناصرالدین ابویوسف پسر محمد پسر سمعان چشتی وفات یافته در ۴۵۵ هجری
- سلطان خواجه مودود چشتی وفات یافته در سال ۵۲۷ هجری

## شجره نامه مادری
شجره او از جانب مادر طریق به حسن مهر سند شجره نصب از طرف مادر-
- علی ابن ابو طالب
- حسن
- سید حسن مثنٰی
- سید حسین
- سید عبدﷲ
- سید یحیٰی
- سید ابرا هیم
- سید احمد
- سید سلطان فرسنا فه
- سید خواجه ابو احمد ابدال
- بی بی خظامت الله بنت سید ابو احمد ابدال
- سید خواجه ناصرالدین ابویوسف
- سلطان مودود چشتی

## اولاد واحفاد خواجه مودود چشتی سید احمدظریف چشتی تولد ۱۳۷۲ شمسی
- سید خواجه قطب الدین مودود چشتی رحمت‌الله علیه (۴۳۰هجری ۵۲۷ هجری) بمطابق (پیدائش ۱۰۳۸ ء وفات ۱۱۴۲ء)[۱]
- سید خواجه نجم الدین احمد مشتاق مودودی چشت هرات(۴۹۲هجری ۵۷۷ هجری) بمطابق (پیدائش ۱۰۹۸ ء وفات ۱۱۸۱ء)[۲]
- سید خواجه رکن الملة والدین مودودی چستی (۵۴۵هجری ۶۳۵هجری) بمطابق (پیدائش ۱۱۵۰ ء مرگ ۱۲۳۷ ء)
- سید خواجه قطب دین محمد ابن خواجه محمد مودودی چستی (۶۰۲هجری ۶۸۰هجری) بمطابق (پیدائش ۱۲۰۵ ء مرگ ۱۲۸۸ء)
- سید اودالدین خواجه ابواحمد سید محمد مودودی چستی (۶۳۵هجری ۷۱۰هجری) بمطابق (پیدائش ۱۲۳۷ ء مرگ ۱۳۰۷ء)
- سید خواجه سیدیحیی ابن سید احمد مودودی چشتی
- سید خواجه غیاث الدین ابن سید یحیی مودودی چشتی
- سید خواجه مطهر ابن غیاث الدین مودودی چشتی
- سید خواجه علی اکبر ابن خواجه مطهر مودودی چشتی
- سید خواجه ابوالحسن ابن خواجه علی اکبر مودودی چشتی
- سید خواجه مسعود ابن خواجه ابوالحسن مودودی چشتی
- سید خواجه محمد ابن خواجه مسعود مودودی چشتی
- سید خواجه صالح ابن خواجه محمد مودودی چشتی
- سید خواجه اسمعیل خواجه صالح مودودی چشتی
- سید خواجه عبدالله ابن خواجه اسمعیل مودودی چشتی
- سید خواجه محمدحسن ابن خواجه عبدالله مودودی چشتی
- سید خواجه شیرمحمدابدال ابن خواجه محمدحسن مودودی چشتی
- سید خواجه میرمحمد مصطفی ابن خواجه شیرمحمد مودودی چشتی
- سید خواجه میرعزیزمحمد ابن خواجه میرمحمد مودودی چشتی
- سید خواجه سیدمحمد ابن خواجه میرعزیزمحمد مودودی چشتی
- سید خواجه سید میرو ابن خواجه سیدمحمد مودودی چشتی
- سید خواجه شکرالدین ابن خواجه سیدمیرو مودودی چشتی متولد وفات
- سید خواجه میراحمد ابن خواجه شکرالدین مودودی چستی* متولد ۱۳۴۹ شمسی حیات دارد
- سید خواجه سیداحمدظریف ابن خواجه میراحمد مودودی چستی* خلیفه و سجاده‌نشین درگاه مودودیه چشتیه

## درگاه

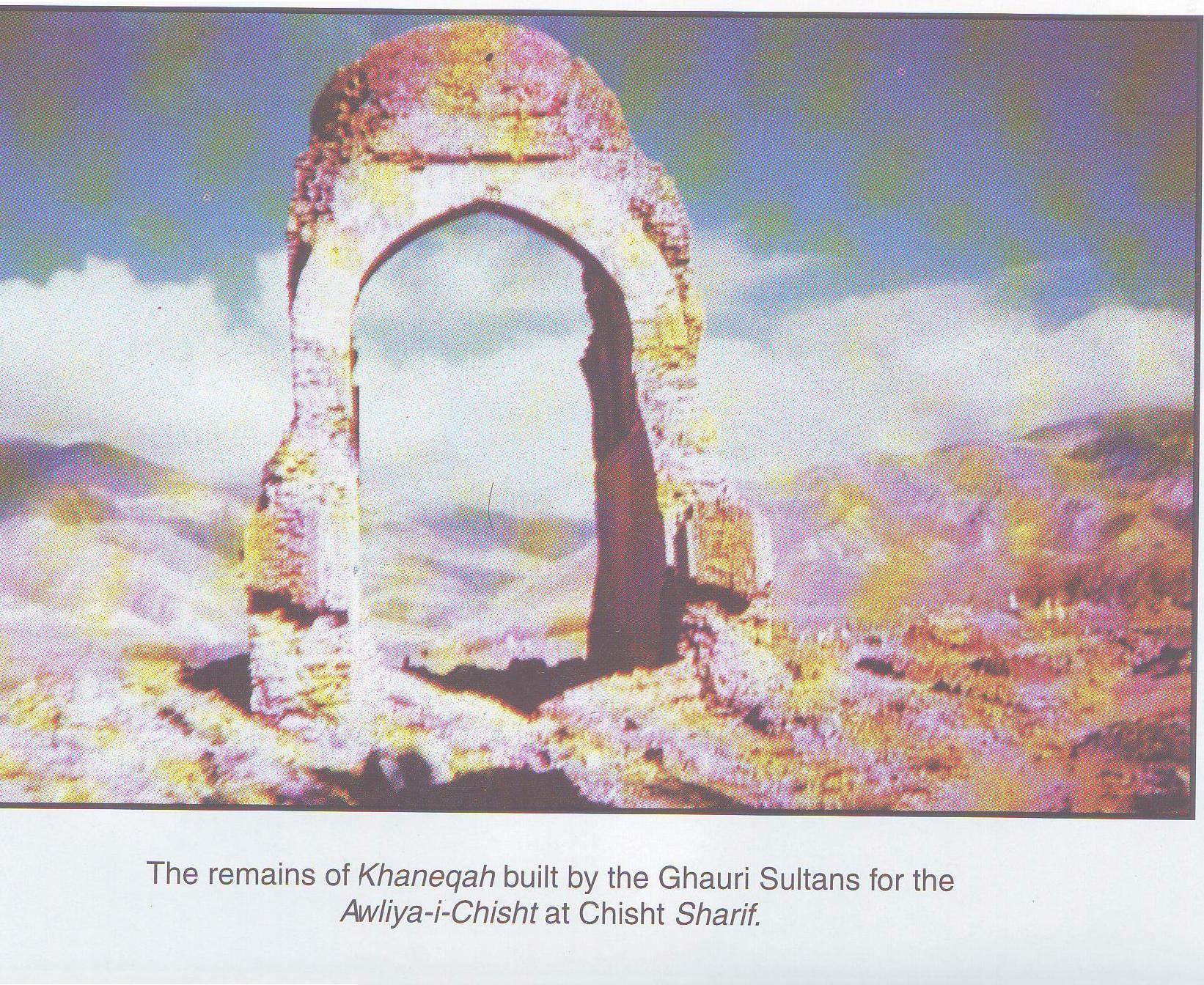
Khaneqah_Awliya-i-Chisht.
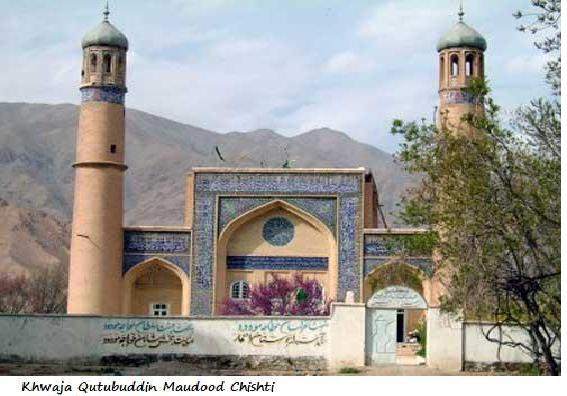
Khwaja Maudood Chishti

## حواله‌ها
1. ↑  en:Maudood Chishti - Maudood Chishti
2. ↑  en:Khwaja Najamuddin Ahmed - Khwaja Najamuddin Ahmed